# 第101后备警察营
第101後備警察營（德語：Reserve-Polizei-Bataillon 101）是納粹德國秩序警察的一個警察營，它聽命於黨衛隊的指揮。第101後備警察營在漢堡編成，它在1939年9月跟隨德意志國防軍參與入侵波蘭的行動。隨後，第101警察營被調至戰線後方看守波蘭戰俘。之後其在新設立的瓦爾塔大區的波茲南和羅茲一帶協助進行了強制遷移波蘭人的所謂「重新安置行動」。